# Bathysoecia polygonalis
Bathysoecia polygonalis är en mossdjursart som först beskrevs av Arnold Girard Kluge 1952.  Bathysoecia polygonalis ingår i släktet Bathysoecia och familjen Tubuliporidae. Inga underarter finns listade i Catalogue of Life.